# Белая крепость
«Белая крепость» (тур. Beyaz Kale) — роман турецкого писателя Орхана Памука. Впервые был опубликован на турецком языке в 1985 году. Первая русская публикация в переводе Веры Феоновой состоялась в журнале «Иностранная литература» в 2004 году.

## Сюжет
События происходят в XVII веке в Стамбуле. Главный герой — молодой итальянец — попадает в плен к туркам, где становится рабом странного человека, одержимого познанием Вселенной. Однако наиболее волнующая тайна заключена в лице турецкого учёного, как две капли воды похожего на лицо итальянского пленника. Объединяет их не только страсть к познанию мира, но и необходимость завоевать расположение султана и получить возможность применить свои знания на практике. Терпеливо выжидая подходящий момент, они год за годом идут к цели: создать новое смертоносное оружие и познать суть человеческой индивидуальности.

## Рецензии
- Вклад Памука в исследование диалектической связи «хозяин — раб», пожалуй, отчасти является осознанной попыткой привлечь внимание зарубежной аудитории: Турция эпохи султаната всегда была для иностранного читателя предметом более занимательным, чем Турция новейшего времени. Расчет оказался верным, и «Белая крепость» стала первым романом Памука, переведенным на английский.[3]